# 7k op je feestje
7k op je feestje is een lied van de Nederlandse profvoetballer Noa Lang onder zijn artiestennaam Noano en de Nederlandse amateurvoetballer en producer Anthony Baarh onder zijn artiestennaam Antybanty. Het werd in 2023 als single uitgebracht.

## Achtergrond
7k op je feestje is geschreven door Noa Noëll Lang, Jizzy Schouten en Anthony Franklin Baarh en geproduceerd door Izzy. Het is een nummer dat past in het genre nederhop. Lang maakte een deel van het lied al in de zomer van 2023 toen hij nog speler van Club Brugge was. Dit gedeelte ging viraal op mediaplatform TikTok. Hierop besloot Lang om samen met zijn jeugdvriend het nummer af te maken. Toen de single werd uitgebracht, plaatste Lang een bericht op Instagram met de toelichting "Dit wilden jullie toch?".
De "7k" in de titel verwijst naar de Rotterdamse wijk Zevenkamp, de wijk waar Lang opgroeide. In het lied rapt Lang de regel "TBS al m’n jongens zijn vervelend". Dit is een verwijzing naar een opmerking van de schrijver Özcan Akyol, die Lang een milde tbs'er noemde.
Er werd door een aantal fans van voetbalclub PSV, de club waar Lang speelde toen hij het nummer uitbracht, opgeroepen om het nummer te laten horen bij elk doelpunt dat Lang scoorde. Lang vertelde dat hij zelf dikwijls het nummer aanzette in de kleedkamer van PSV. Hij zei dat als grap hij die voor zelfpromotie deed. Daarnaast vertelde hij dat hij ondanks dat het de titel van het lied is, niet langs feestjes gaat, maar zich volledig focust op zijn voetbalcarrière.

## Hitnoteringen
De artiesten hadden succes met het lied in de hitlijsten van Nederland. Het piekte op de zesde plaats van de Nederlandse Single Top 100 en stond negen weken in deze hitlijst. De Nederlandse Top 40 werd niet bereikt; het kwam hier tot de vijfde plaats van de Tipparade.